# Georges Longy
Pour les articles homonymes, voir Longy.
Georges Longy (né le 29 août 1868 à Abbeville et décédé le 30 mars 1930) est un hautboïste, chef d'orchestre et compositeur d'origine française. Il est le fondateur de la Longy School of Music (en).

## Vie privée
Longy est né à Abbeville le 29 août 1868. Il se forme au Conservatoire de Paris avec Georges Gillet, où, à 18 ans, il obtient le premier prix de hautbois. Il passe la majeure partie de sa carrière à l'Orchestre symphonique de Boston et, après 27 ans avec cet orchestre, Longy prend sa retraite pour passer du temps dans sa ferme en France . Au cours des cinq dernières années de la vie de Longy, il arrête de jouer du hautbois, et se concentre alors sur l'élévage de ses deux cents têtes de bétail et de volaille. Longy décède dans sa ferme en 1930. Six mois plus tard, l'Orchestre symphonique de Boston honore Longy avec un concert commémoratif le 3 novembre 1930.
Il est enterré au cimetière de Mareuil-Caubert dans la Somme.

## Carrière

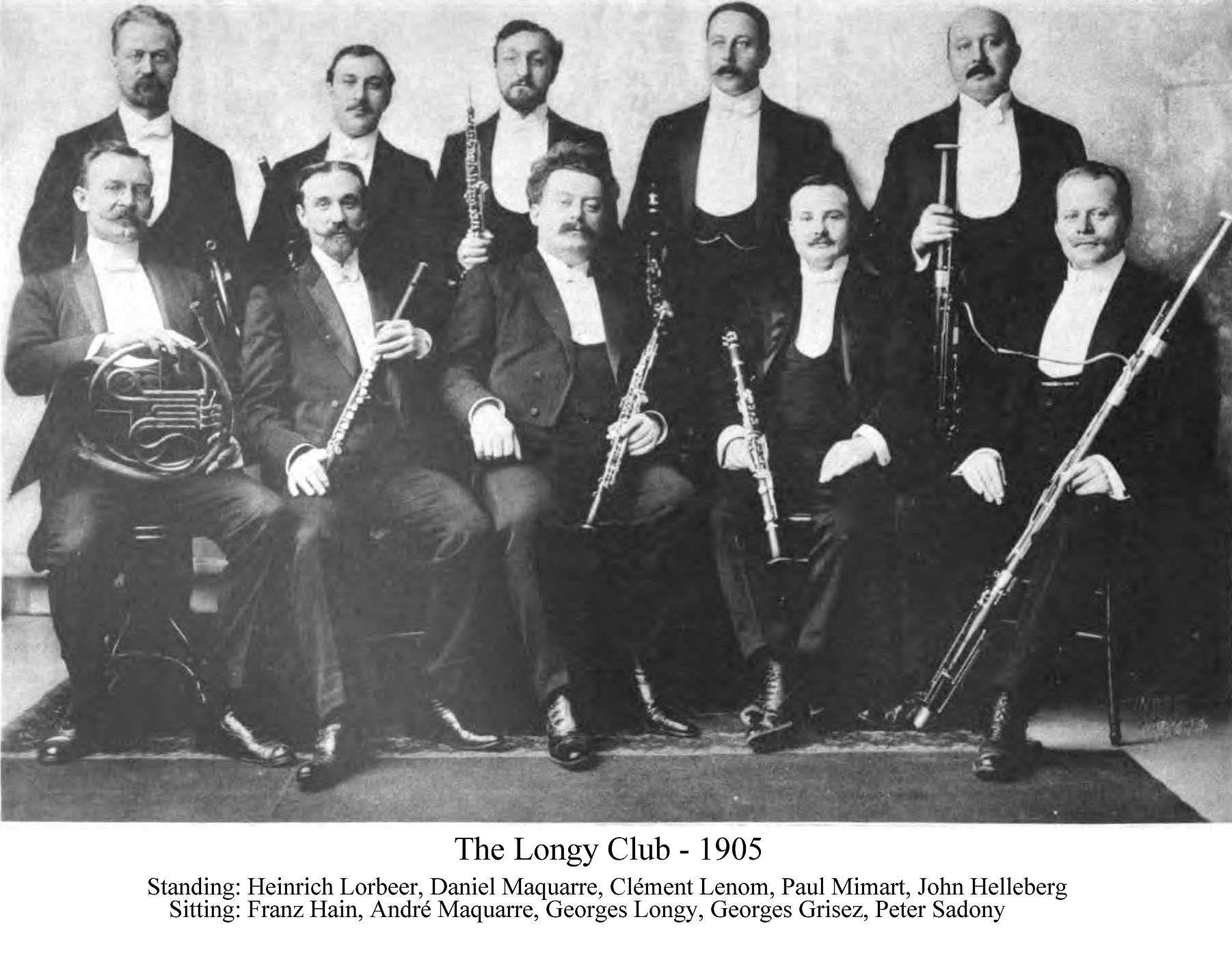
The Longy Club (1905) à Boston

Longy commence sa carrière comme hautboïste en Europe où il joue avec des orchestres tels que les concerts Lamoureux et les concerts Colonne. En 1895, Longy tente de restaurer la Société de musique de chambre pour instruments à vent, un groupe de chambre parisien influent, fondé en 1879 par Paul Taffanel, qui avait été dissous. En 1898, l'Orchestre symphonique de Boston le sollicite pour occuper le poste de premier hautboïste de cet ensemble. Longy fonde un certain nombre de groupes instrumentaux pendant ses années à Boston. Ceux-ci comprennent la New York Chamber Music Association en 1913, le Boston Orchestral Club en 1899 avec son amie Elise Hall  et l'ensemble à vent distingué connu sous le nom de Longy Club (1900-1917). De 1899 à 1911, il dirige le Boston Orchestral Club, le MacDowell Club Orchestra (1915-1925) et la Cecilia Society (1916).
La Société de musique de chambre pour instruments à vent était un important groupe de chambre créé en 1879 en France. Il a promu et commandé de nouvelles musiques pour instruments à vent. Lorsque le groupe s'arrête en 1895, Georges Longy tente de le rétablir avec le clarinettiste Prosper Mimart, mais cela ne dure que peu de temps, car Longy déménage à Boston en 1898. En 1900, Longy exploite son expérience acquise en France et l'applique pour fonder le Longy Club. Celui-ci dure dix-sept ans et permet au public de Boston d'entendre des œuvres françaises ainsi que des musiques plus récentes composées notamment pour le Club, qui a une présence significative sur la scène musicale de Boston.
Georges Longy était un hautboïste doué, toujours loué par ses pairs pour ses capacités. En 1915, lors d'une représentation avec l'Orchestre symphonique de Boston, le violoniste Fritz Kreisler se rappelle avoir été «captivé par la perfection du grand art de M. Longy ... [et] avoir été tellement absorbé qu'il a raté son entrée».

## Héritage
Olin Downes, critique musical pour le New York Times, a déclaré que "Longy a probablement influencé la vie musicale de Boston plus que tout autre homme".
Longy a exploité les nombreux postes qu'il a occupés dans les ensembles musicaux avec lesquels il a travaillé pour jouer la nouvelle musique française auprès du public de Boston. Il crée des pièces de compositeurs tels que Saint-Saëns, Debussy, Berlioz, Hahn et D'Indy en Amérique et promeut la nouvelle vague de musique française aux États-Unis. En 1915, Longy crée la Longy School of Music pour apporter l'école française d'enseignement de la musique à la communauté de Boston. Georges Longy laisse son école aux mains de sa fille Renée Longy-Miquelle lors de son départ en retraite en France. Longy s'est toujours fait le promoteur de la musique de chambre et son héritage est toujours ressenti par la ville de Boston à ce jour.